# Fujiwara no Morosuke
Fujiwara no Morosuke (908 - 960) est un membre du clan Fujiwara.

## Généalogie
Fujiwara no Morosuke est né en 908, second fils de Fujiwara no Tadahira par sa seconde épouse Shoshi, fille de Minamoto no Yoshiari, lui-même fils de l'empereur Montoku. Il fut nommé ministre de la droite (udaijin) en 947. Par sa fille Anshi, il fut le grand-père des empereurs Reizei et Enyu. Il mourut trop tôt pour assumer la charge de régent auprès de son petit-fils Reizei. Il était fort versé dans l'étiquette de la cour et a laissé une "Description des Cérémonies célébrées tout au long de l'année". Il mourut en 960.
Épouses et descendance :
- Fujiwara no Seishi, fille de Fujiwara no Tsunekuni, gouverneur de Musashi, mariée en 923, morte en 943, dont :
  - Koretada, naissance en 924, décès en 972 ;
  - Kanemichi, naissance en 925, décès en 977 ;
  - Anshi (Yasuko), née en 927, épouse impériale (nyogo) de l'empereur Murakami, impératrice (kōgō) en 958, morte en 964 ;
  - Kaneie, naissance en 929, décès en 990 ;
  - Toshi, morte en 975, mariée en 948 au Prince Shigeakura (906-954, fils de l'empereur Daigo), consort de l'empereur Murakami en 964, titrée Dame de Joganden ;
  - Tadagimi, décès en 968 ;
  - San no Kimi, morte vers 969/972, mariée au Prince Takaakira (914-982, fils de l'empereur Daigo et de Minamoto no Chikako) ; prend le nom de Minamoto en 923 ;
- Princesse Gashi (909-954), fille de l'empereur Daigo et de Minamoto no Chikako, princesse vestale d’Ise de 931 à 936, mariée en 937, dont 3 fils et une fille :
  - Takamitsu (939-994) ;
  - Tanemitsu (942-992)
  - Jinzen (943-990), moine bouddhiste
  - Gashi, mariée au Prince Takaakira, veuf de sa sœur San no Kimi ;
- Princesse Koshi (919-957), fille de l'empereur Daigo et de l’impératrice Fujiwara no Onshi, mariée en 955, dont deux fils :
  - Jinkaku (955-1043), moine bouddhiste ;
  - Kinsue (957-1029) ;
- d'autres épouses :
  - Fushi, mariée (963) à son neveu l'empereur Reizei, épouse impériale (nyogo) en 967 ;
  - Hanshi, mariée à son neveu Fujiwara no Michikane.